# Atlantoraja
Genre
Atlantoraja est un genre de raie.

## Liste des espèces
- Atlantoraja castelnaui (Miranda-Ribeiro, 1907)
- Atlantoraja cyclophora (Regan, 1903)
- Atlantoraja platana (Günther, 1880)

## Référence
Menni : Raja (Atlantoraja) subgen. nov. y lista critica de los "Rajidae" Argentinos (Chondrichthyes, Rajiformes). Rev. Mus. La Plata Secc. Zool., 11-103 pp 165-173.